# Be-In
De Be-In ontstond in het roerige San Francisco van 1967. In 1966 werden er door leden van de Diggers gratis straatfestivals georganiseerd (zogenaamde Free Fairs) waarop kunstenaars hun werk lieten zien en rock bands optraden. Het waren festiviteiten met een artistiek karakter maar met een uitgesproken politiek doel: het scheppen van een onderlinge gemeenschapsgevoel tegen de gevestigde orde van politici en kunstenaars.
De eerste Be-In die plaatsvond was de Gathering of the Tribes.
Tegenwoordig kan men via het internet deelnemen aan digitale Be-Ins.